# Oleg Anofriyev
Oleg Anofriyev (em russo:  Оле́г Андре́евич Ано́фриев; 20 de julho de 1930 – 28 de março de 2018) foi um ator, dublador, compositor, poeta e diretor de cinema russo. Nascido em Gelendzhik, ele se mudou para moscou ainda criança, e viveu toda a sua vida lá, em 1954, graduou-se na Academia de Artes de Moscou. Ele foi um dos atores mais populares da antiga União Soviética em grande parte pela sua atuação no filme Os Musicos da Cidade de Bremen em russo: Бременские музыканты, pelo qual ele foi laureado com o titulo de Artista Honorário da Republica Soviética Russa.